# 周柏臣
周柏臣（1990年8月8日—）為臺灣男子籃球運動員，場上位置為大前鋒，現效力於台灣職業籃球大聯盟福爾摩沙夢想家。

## 生平
周柏臣高中就讀松山高中，曾在96學年度高中籃球全明星賽榮獲男子組MVP。大學報考國立臺灣師範大學與世新大學，最後進入國立臺灣師範大學就讀。2010年9月在超級籃球聯賽新人選秀會第一輪第二順位被金門酒廠選上，但周柏臣第八季超級籃球聯賽繼續替國立臺灣師範大學征戰大專籃球聯賽，未被金門酒廠登錄在第八季SBL18人名單當中，隔年周柏臣與裕隆納智捷簽約，金門酒廠獲得裕隆納智捷2011年度新人選秀會第一輪與第二輪選秀權。2022年7月轉戰P. LEAGUE+福爾摩沙台新夢想家。2025年7月11日，福爾摩沙夢想家宣布與周柏臣完成續約。
2016年5月初酒醉的周柏臣與交往七年的簡姓律師女友發生拉扯衝突，女友至警局求助並製作筆錄，但不願向周柏臣提告。事後周柏臣指有向女友致歉也取得對方諒解，而球團依球隊管理辦法罰款周柏臣新臺幣10萬元。2021年3月白色情人節，周柏臣與交往一年的吳珮瑄登記結婚。

## 外部連結
- 周柏臣的Facebook專頁
- 周柏臣的Instagram帳戶
- 周柏臣在fiba.basketball（英语）
- 周柏臣在fiba.basketball（英语）
- 周柏臣在archive.fiba.com（存檔）（英语）
- 周柏臣在P. LEAGUE+官網
- 周柏臣在台灣職業籃球大聯盟官網
- 周柏臣在Eurobasket.com（球員）（英语）
- 周柏臣在RealGM（球員）（英语）
- 周柏臣在Flashscore（英语）